# Bezirk Charlottenburg
Der Bezirk Charlottenburg war von 1920 bis 2000 ein Verwaltungsbezirk von Berlin. Er umfasste die heutigen Berliner Ortsteile Charlottenburg, Charlottenburg-Nord und Westend. Das Gebiet des Bezirks gehört seit dem 1. Januar 2001 zum Bezirk Charlottenburg-Wilmersdorf.

## Lage
Der Bezirk Charlottenburg grenzte im Norden an den Bezirk Reinickendorf, im Nordosten an den Bezirk Wedding, im Osten an den Bezirk Tiergarten, im Südosten an den Bezirk Schöneberg, im Süden an den Bezirk Wilmersdorf und im Westen an den Bezirk Spandau. Heute bildet das Gebiet des ehemaligen Bezirks den nördlichen Teil des Bezirks Charlottenburg-Wilmersdorf.

## Geschichte

### 1920–1933

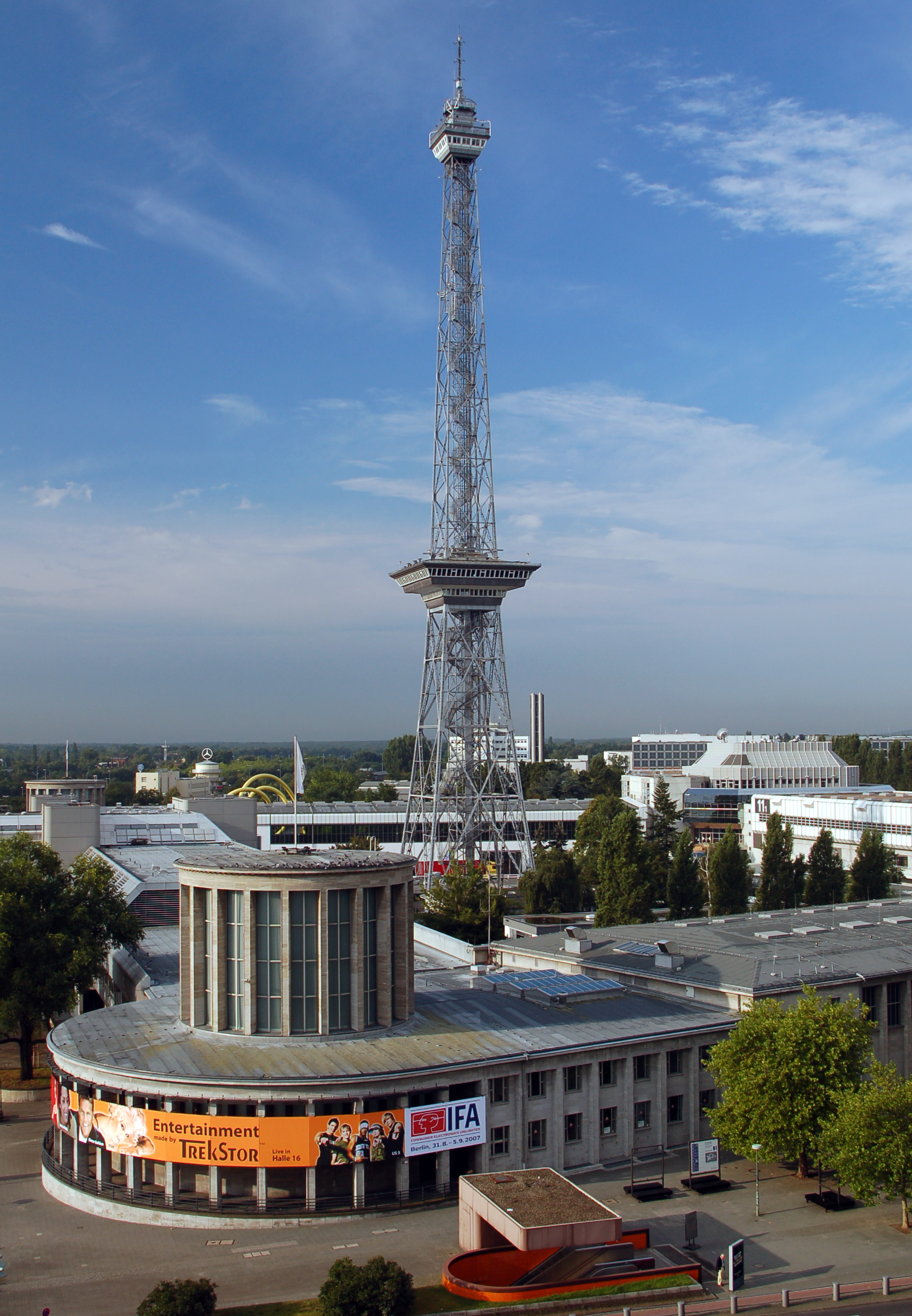
Berliner Funkturm

Bis 1920 hatte sich die Stadt Charlottenburg mit mehr als 320.000 Einwohnern zur zwölftgrößten Stadt des Deutschen Reichs entwickelt. Durch das Groß-Berlin-Gesetz wurde Charlottenburg am 1. Oktober 1920 in das neugeschaffene Groß-Berlin eingegliedert. Das Bezirksrathaus befand sich im Rathaus Charlottenburg. Aus den folgenden Gebieten wurde der siebte Verwaltungsbezirk Berlins gebildet:
- Stadt Charlottenburg (322.717 Einwohner, 2344 Hektar)
- Gutsbezirk Plötzensee (1601 Einwohner, 52 Hektar)
- Gutsbezirk Heerstraße, südlicher Teil (460 Einwohner, 623 Hektar)
- Gutsbezirk Jungfernheide, südlicher Teil (206 Einwohner, 227 Hektar)

Der Bezirk erhielt den Namen Charlottenburg und wurde nicht in amtliche Ortsteile gegliedert. In den 1920er Jahren wurden der Lietzenseepark und der Volkspark Jungfernheide angelegt. Im Westen des Bezirks entstanden die ausgedehnten Anlagen des Deutschen Sportforums. 1927 wurde der Berliner Funkturm fertiggestellt. Im Nordwesten des Bezirks wurde zwischen 1929 und 1931 die Großsiedlung Siemensstadt errichtet und 1931 wurde an der Masurenallee das Haus des Rundfunks eröffnet. Mit seinen Hochschulen, Theatern und Kinos entwickelte sich der Bezirk in den 1920er Jahren zu einem kulturellen Zentrum und zu einem Ballungsgebiet des Fremdenverkehrs sowie der Unterhaltungs- und Vergnügungsbranche.

### 1933–1945
Im Jahr 1935 wurde die Deutschlandhalle fertiggestellt und 1936 war der Bezirk Charlottenburg Hauptaustragungsort der Olympischen Sommerspiele. Hierfür entstanden unter anderem das Olympiastadion, die Waldbühne, der Glockenturm mit der Langemarckhalle sowie das Maifeld. Das Grundgerüst des heutigen Messegeländes mit dem markanten Eingangsgebäude am Hammarskjöldplatz wurde 1937 fertiggestellt. 1938 gab es umfangreiche Änderungen der Bezirksgrenzen:
- Die Siedlung Eichkamp kam vom Bezirk Wilmersdorf zum Bezirk Charlottenburg.
- Ein Teil von Ruhleben kam vom Bezirk Spandau zum Bezirk Charlottenburg.
- Das Stadtviertel zwischen der Tauentzienstraße und dem Nollendorfplatz mit dem KaDeWe kam vom Bezirk Charlottenburg zum Bezirk Schöneberg.
- Martinikenfelde kam vom Bezirk Charlottenburg zum Bezirk Tiergarten.
- Teile der Jungfernheide kamen vom Bezirk Charlottenburg zu den Bezirken Reinickendorf und Wedding.

Die Einwohnerzahl des Bezirks sank durch die Grenzänderungen um 30.769 Einwohner und die Bezirksfläche nahm um 475 Hektar ab.
In der Pogromnacht vom 9. November 1938 war der Bezirk Charlottenburg insbesondere am Kurfürstendamm Schauplatz von Übergriffen, Plünderungen und Zerstörungen. Die Synagoge in der Fasanenstraße brannte aus.
Das Strafgefängnis Plötzensee im Nordosten des Bezirks diente den Nationalsozialisten als politisches Gefängnis und als zentrale Hinrichtungsstätte, in der rund 3000 Menschen umgebracht wurden. Im Zweiten Weltkrieg wurde Charlottenburg durch Luftangriffe schwer getroffen, dabei wurden 39 % aller Wohnungen zerstört. In den letzten Apriltagen des Jahres 1945 wurde der Bezirk von Sowjetischen Streitkräften eingenommen.

### Nachkriegszeit

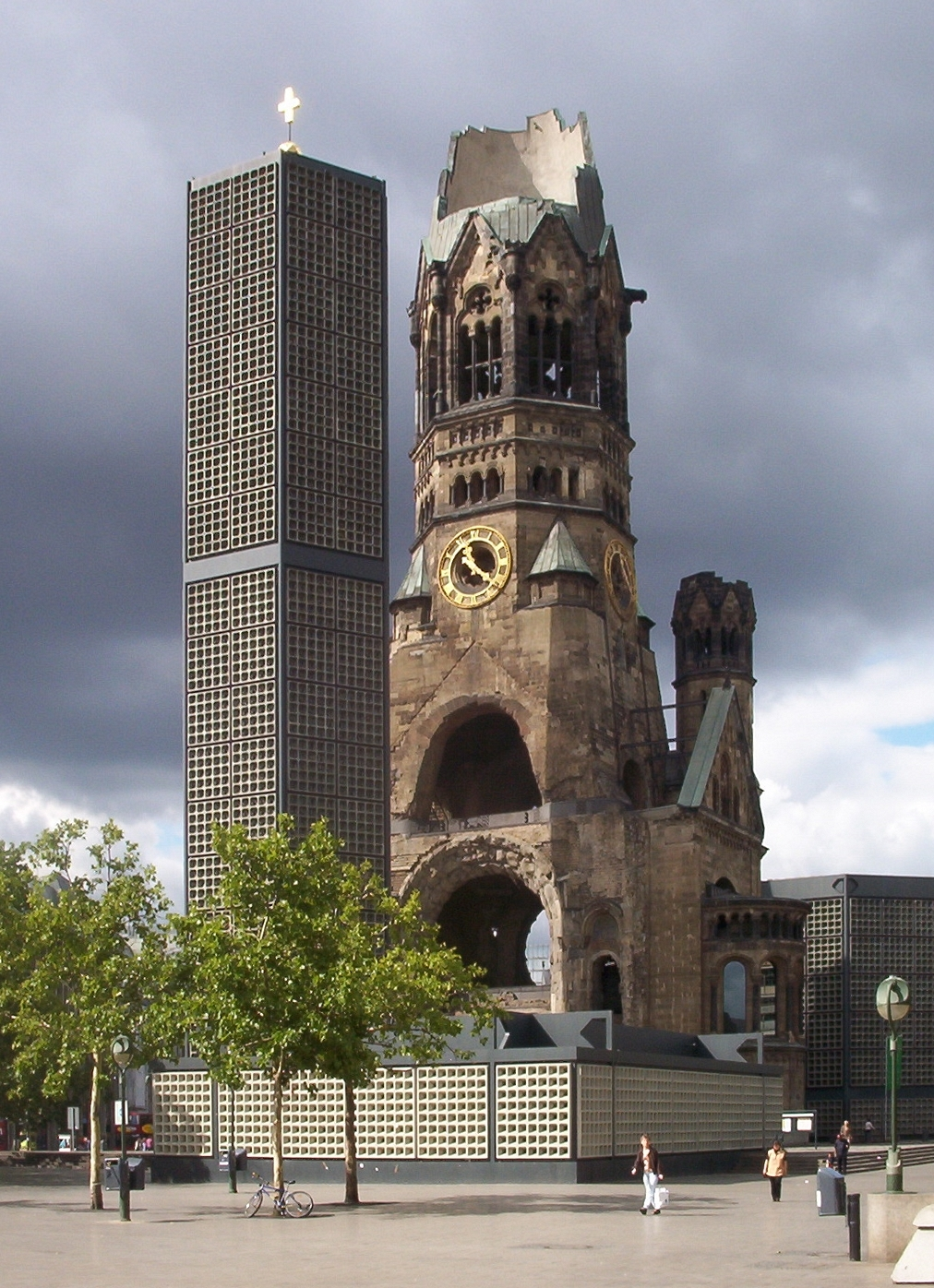
Kaiser-Wilhelm-Gedächtniskirche

Ab Juli 1945 gehörte der Bezirk zum Britischen Sektor von Berlin. Die Gegend um den Bahnhof Zoo, den Breitscheidplatz und den Kurfürstendamm entwickelte sich in der Folgezeit zur City-West, dem Zentrum West-Berlins.
Das im Krieg schwer zerstörte Schloss Charlottenburg wurde in den 1950er Jahren wieder aufgebaut. Seit 1953 erinnert die Gedenkstätte Plötzensee an die Opfer des Nationalsozialismus. Die Ruine der Kaiser-Wilhelm-Gedächtniskirche wurde als Ruine belassen und 1961 durch einen Neubau ergänzt. 1961 erhielt die Deutsche Oper einen Neubau an der Bismarckstraße und 1965 wurde das Europa-Center am Breitscheidplatz eröffnet.
Zwischen 1956 und 1961 entstand im Norden des Bezirks die Großsiedlung Charlottenburg-Nord. Östlich anschließend wurde zwischen 1961 und 1965 die Paul-Hertz-Siedlung errichtet. Seit 1962 durchquerte die Stadtautobahn den Bezirk entlang der Trasse der Ringbahn.
Bei der Demonstration am 2. Juni 1967 in West-Berlin  gegen den Schah Mohammad Reza Pahlavi wurde der Student Benno Ohnesorg nahe der Deutschen Oper von dem Polizisten Karl-Heinz Kurras erschossen. Am 4. November 1968 kam es am Tegeler Weg zu einer spektakulären Straßenschlacht zwischen der Berliner Polizei und Demonstranten, die der APO zuzurechnen waren.
Die zwischen Deutscher Oper und Richard-Wagner-Platz auf einer kurzen Stichstrecke pendelnde damalige Linie 5 der Berliner U-Bahn wurde 1970 stillgelegt, um Baufreiheit für den Bau der Linie U7 zu schaffen. Deren Teilstück vom Fehrbelliner Platz in Wilmersdorf bis zum Richard-Wagner-Platz in Charlottenburg wurde am 28. April 1978 eröffnet. Die Verlängerung dieser Linie bis zum Rohrdamm wurde am 1. Oktober 1980 eröffnet. Hierdurch wurde auch der Nordteil des Bezirks an die U-Bahn angebunden.
Im Jahr 1979 wurde das Internationale Congress Centrum (ICC) eröffnet.
Zum 1. Januar 2001 wurde der Bezirk Charlottenburg mit dem Bezirk Wilmersdorf zum neuen Bezirk Charlottenburg-Wilmersdorf zusammengeschlossen. Im neuen Großbezirk wurde das Gebiet des alten Bezirks Charlottenburg in die drei Ortsteile Charlottenburg, Charlottenburg-Nord und Westend unterteilt. Im allgemeinen Sprachgebrauch wird unter „Charlottenburg“ heute noch häufig der gesamte ehemalige Bezirk verstanden.

## Einwohnerentwicklung
| Jahr | Einwohner  |
| ---- | ---------- |
| 1920 | 324.981    |
| 1925 | 345.139    |
| 1933 | 340.596    |
| 1937 | 342.332    |
| 1939 | 0299.955 1 |
| 1946 | 208.453    |
| 1950 | 220.263    |
| 1955 | 224.605    |
| 1961 | 224.538    |

| Jahr | Einwohner  |
| ---- | ---------- |
| 1965 | 223.286    |
| 1970 | 204.049    |
| 1975 | 0170.270 2 |
| 1980 | 0153.602 2 |
| 1985 | 0145.564 2 |
| 1987 | 174.738    |
| 1990 | 185.027    |
| 2000 | 176.113    |

## Politik

### Bezirksbürgermeister
Bürgermeister der Stadt Charlottenburg siehe → hier.
| Zeitraum           | Name               | Partei    |
| ------------------ | ------------------ | --------- |
| 1921–1924          | Arthur Scholtz     | DVP       |
| 1924–Mai 1936      | Karl Augustin      | DVP       |
| August 1936–1945   | Hermann Pauschardt | NSDAP     |
| Mai 1945–Juni 1945 | Walter Kilian      | parteilos |
| 1945–1946          | Paul Genths        | parteilos |
| 1946–1951          | Albert Horlitz     | SPD       |
| 1951–1955          | Ottomar Batzel     | CDU       |
| 1955–1959          | Hans Bruhn         | CDU       |
| 1959–1964          | Kurt Wegner        | SPD       |
| 1964–1971          | Günter Spruch      | SPD       |
| 1971–1979          | Roman Legien       | CDU       |
| 1979–1985          | Eckard Lindemann   | CDU       |
| 1985–1989          | Baldur Ubbelohde   | CDU       |
| 1989–2000          | Monika Wissel      | SPD       |

### Wahlergebnisse

#### Weimarer Republik (1920–1933)
Reichspräsidentenwahlen
| Reichspräsidentenwahl 1925 | Reichspräsidentenwahl 1925  | Reichspräsidentenwahl 1925   |
| Kandidat                   | 1. Wahlgang (29. März 1925) | 2. Wahlgang (26. April 1925) |
| -------------------------- | --------------------------- | ---------------------------- |
| Wilhelm Marx               | 9.731 0(5,2 %)              | 104.123 (49,7 %)             |
| Paul von Hindenburg        | –                           | 93.147 (44,5 %)              |
| Karl Jarres                | 80.061 (42,4 %)             | –                            |
| Otto Braun                 | 50.297 (26,6 %)             | –                            |
| Ernst Thälmann             | 14.783 0(7,8 %)             | 12.146 0(5,8 %)              |
| Willy Hellpach             | 32.710 (17,3 %)             | –                            |
| Erich Ludendorff           | 997 0(0,5 %)                | –                            |
| Heinrich Held              | 239 0(0,1 %)                | –                            |
| Sonstige                   | 46 0(0,0 %)                 | 35 0(0,0 %)                  |

| Reichspräsidentenwahl 1932 | Reichspräsidentenwahl 1932  | Reichspräsidentenwahl 1932   |
| Kandidat                   | 1. Wahlgang (13. März 1932) | 2. Wahlgang (10. April 1932) |
| -------------------------- | --------------------------- | ---------------------------- |
| Paul von Hindenburg        | 113.959 (49,2 %)            | 115.138 (52,3 %)             |
| Adolf Hitler               | 61.580 (26,6 %)             | 77.136 (35,0 %)              |
| Ernst Thälmann             | 34.635 (14,9 %)             | 28.043 (12,7 %)              |
| Theodor Duesterberg        | 21.151 0(9,1 %)             | –                            |
| Gustav Winter              | 521 0(0,2 %)                | –                            |
| Sonstige                   | 8 0(0,0 %)                  | 7 0(0,0 %)                   |

Reichstagswahlen
| Parteien   | 1924 (I)        | 1924 (II)       | 1928            | 1930            | 1932 (I)        | 1932 (II)       | 1933            |
| ---------- | --------------- | --------------- | --------------- | --------------- | --------------- | --------------- | --------------- |
| DNVP       | 43.399 (23,3 %) | 53.454 (27,3 %) | 42.779 (21,4 %) | 31.803 (14,8 %) | 20.897 (10,3 %) | 31.982 (14,5 %) | 31.619 (13,2 %) |
| SPD        | 29.508 (15,8 %) | 47.324 (24,2 %) | 57.257 (28,7 %) | 52.647 (24,5 %) | 52.718 (26,0 %) | 49.402 (22,5 %) | 47.407 (19,8 %) |
| DVP        | 19.268 (10,3 %) | 16.175 0(8,3 %) | 18.676 0(9,4 %) | 11.822 0(5,5 %) | 02.125 0(2,4 %) | 03.716 0(1,7 %) | 02.628 0(1,1 %) |
| DDP/DStP   | 24.822 (13,3 %) | 31.906 0(8,5 %) | 25.130 (12,6 %) | 18.995 0(8,8 %) | 04.851 0(1,0 %) | 04.785 0(2,2 %) | 07.239 0(3,0 %) |
| KPD        | 19.909 (10,7 %) | 18.725 0(9,6 %) | 30.872 (15,5 %) | 39.042 (18,1 %) | 39.503 (19,5 %) | 49.328 (22,4 %) | 40.140 (16,8 %) |
| Zentrum    | 07.229 0(3,9 %) | 07.901 0(4,0 %) | 07.311 0(3,7 %) | 09.132 0(4,2 %) | 13.596 0(6,7 %) | 12.495 0(5,7 %) | 15.880 0(6,6 %) |
| NSFB/NSDAP | –               | 07.885 0(4,0 %) | 03.959 0(2,0 %) | 39.739 (18,5 %) | 67.265 (33,1 %) | 64.641 (29,4 %) | 93.034 (38,9 %) |
| DsP        | 11.749 0(6,3 %) | 04.664 0(2,4 %) | –               | –               | –               | –               | –               |
| DVFP/VNB   | 16.042 0(8,6 %) | –               | 03.845 0(1,9 %) | –               | –               | –               | –               |
| USPD       | 03.660 0(2,0 %) | 00 942 0(0,5 %) | –               | –               | –               | –               | –               |
| DWP        | 06.015 0(3,2 %) | 05.583 0(2,8 %) | 04.449 0(2,2 %) | 04.567 0(2,1 %) | –               | –               | –               |
| CSVD       | –               | –               | –               | 02.510 0(1,2 %) | 00 911 0(0,4 %) | 01.204 0(0,5 %) | 01.313 0(0,5 %) |
| RPD        | 01.073 0(0,6 %) | –               | –               | –               | –               | –               | –               |
| SB         | 00 601 0(0,8 %) | –               | –               | –               | –               | –               | –               |
| KVP        | –               | –               | –               | 02.811 0(1,3 %) | –               | –               | –               |
| Sonstige   | 03.373 0(1,2 %) | 01.389 0(0,7 %) | 05.320 0(2,7 %) | 02.151 0(1,0 %) | 01.147 0(0,6 %) | 02.267 0(1,0 %) | 000 93 0(0,0 %) |

Anmerkung: Die jeweils stärkste Partei ist farblich unterlegt.
Wahlen zum Preußischen Landtag
| Parteien | 1921            | 1924            | 1928            | 1932            | 1933            |
| -------- | --------------- | --------------- | --------------- | --------------- | --------------- |
| DNVP     | 35.473 (22,8 %) | 53.085 (27,3 %) | 42.546 (21,5 %) | 22.081 (10,2 %) | 30.445 (12,8 %) |
| SPD      | 28.444 (18,3 %) | 47.103 (24,2 %) | 56.780 (28,7 %) | 60.434 (27,8 %) | 45.755 (19,3 %) |
| DVP      | 30.140 (19,4 %) | 15.930 0(8,2 %) | 18.228 0(9,2 %) | 03.003 0(1,4 %) | 02.619 0(1,1 %) |
| DDP/DStP | 19.411 (12,5 %) | 31.602 (16,2 %) | 24.715 (12,5 %) | 11.229 0(5,2 %) | 07.248 0(3,1 %) |
| KPD      | 08.638 0(5,6 %) | 18.777 0(9,6 %) | 30.737 (15,5 %) | 33.633 (15,5 %) | 39.530 (16,7 %) |
| Zentrum  | 05.713 0(3,7 %) | 07.733 0(4,0 %) | 07.227 0(3,7 %) | 10.741 0(4,9 %) | 15.027 0(6,3 %) |
| NSDAP    | –               | 07.766 0(4,0 %) | 03.881 0(2,0 %) | 69.241 (31,8 %) | 91.528 (38,6 %) |
| DsP      | –               | 04.865 0(2,5 %) | –               | –               | –               |
| VNB      | –               | –               | 03.781 0(1,9 %) | –               | –               |
| USPD     | 18.884 (12,1 %) | 01.030 0(0,5 %) | –               | –               | –               |
| DWP      | 08.723 0(5,6 %) | 05.699 0(2,9 %) | 04.506 0(2,3 %) | 00 867 0(0,4 %) | –               |
| CSVD     | –               | –               | –               | 01.138 0(0,5 %) | 01.317 0(0,6 %) |
| Sonstige | 000 36 0(0,0 %) | 01.010 0(0,5 %) | 05.281 0(2,7 %) | 05.166 0(2,3 %) | 03.567 0(1,5 %) |

Anmerkung: Die jeweils stärkste Partei ist farblich unterlegt.
Wahlen zur Berliner Bezirksverordnetenversammlung
| Parteien | 1921   | 1925   | 1929   | 1933   |
| -------- | ------ | ------ | ------ | ------ |
| DNVP     | 18,8 % | 24,7 % | 20,9 % | 14,3 % |
| SPD      | 16,7 % | 25,8 % | 23,2 % | 19,6 % |
| DVP      | 20,1 % | 08,2 % | 10,6 % | –      |
| DDP/DStP | 12,2 % | 14,7 % | 10,2 % | 03,9 % |
| KPD      | 05,2 % | 11,5 % | 15,6 % | 12,8 % |
| Zentrum  | 03,6 % | 03,6 % | 03,8 % | 05,5 % |
| NSDAP    | –      | –      | 07,9 % | 42,4 % |
| USPD     | 12,5 % | –      | –      | –      |

Anmerkung: Die jeweils stärkste Partei ist farblich unterlegt.

#### West-Berlin und Bundesrepublik (1946–2000)
Berliner Bezirksverordnetenversammlung
Vom 18. Dezember 1945 bis 6. Dezember 1946 gab es eine vorläufige Bezirksverordnetenversammlung in Charlottenburg, bestehend aus 80 Mitgliedern. Diese wurde auf eine Initiative des Stellvertretenden Bürgermeisters des Bezirks Erwin Schönewald hin gegründet. 1946 untersagte der Magistrat von Berlin die Sitzung im Mai. Dieses Verbot wurde durch einen Befehl vom 9. Mai 1946 der britischen Kommandantur von Oberst Rankin wieder aufgehoben.
| Wahlperiode | Zeitraum  | Wahldatum     | Erste (konstituierende) Sitzung | Letzte Sitzung | Anzahl der Sitzungen | Bezirksverordnetenvorsteher                                   |
| ----------- | --------- | ------------- | ------------------------------- | -------------- | -------------------- | ------------------------------------------------------------- |
| 01          | 1946–1949 | 20. Okt. 1946 | 06. Dez. 1946                   | 08. Dez. 1948  | 40                   | Hans Schroeder (SPD)                                          |
| 02          | 1949–1951 | 05. Dez. 1948 | 20. Jan. 1949                   | 01. Dez. 1950  | 30                   | Hans Schroeder (SPD), ab 4. Mai 1949: Fritz Dylong (SPD)      |
| 03          | 1951–1955 | 03. Dez. 1950 | 17. Jan. 1951                   | 10. Nov. 1954  | 60                   | Fritz Dylong (SPD)                                            |
| 04          | 1955–1959 | 05. Dez. 1954 | 13. Jan. 1955                   | 05. Nov. 1958  | 42                   | Fritz Dylong (SPD)                                            |
| 05          | 1959–1963 | 07. Dez. 1958 | 21. Jan. 1959                   | 11. Jan. 1963  | 52                   | Willi Haberland (SPD)                                         |
| 06          | 1963–1967 | 17. Feb. 1963 | 15. März 1963                   | 03. März 1967  | 50                   | Willi Haberland (SPD), ab 15. Jan. 1965: Lothar Löffler (SPD) |
| 07          | 1967–1971 | 12. März 1967 | 14. Apr. 1967                   | 04. März 1971  | 50                   | Lothar Löffler (SPD), ab 20. Juni 1969: Heinz Wendland (SPD)  |
| 08          | 1971–1975 | 14. März 1971 | 19. Apr. 1971                   | 13. März 1975  | 46                   | Heinz Wendland (SPD)                                          |
| 09          | 1975–1979 | 02. März 1975 | 24. Apr. 1975                   | 15. März 1979  | 42                   | Gerhard Gaul (CDU)                                            |
| 10          | 1979–1981 | 18. März 1979 | 26. Apr. 1979                   | 14. Mai 1981   | 24                   | Gerhard Gaul (CDU)                                            |
| 11          | 1981–1985 | 10. Mai 1981  | 11. Juni 1981                   | 21. Feb. 1985  | 42                   | Harald Müller (CDU)                                           |
| 12          | 1985–1989 | 10. März 1985 | 18. Apr. 1985                   | 19. Jan. 1989  | 50                   | Harald Müller (CDU)                                           |
| 13          | 1989–1992 | 29. Jan. 1989 | 09. März 1989                   | 14. Mai 1992   | 38                   | Karl-Heinrich König (SPD)                                     |
| 14          | 1992–1995 | 24. Mai 1992  | 18. Juni 1992                   | 22. Sep. 1995  | 37                   | Harald Müller (CDU), ab 8. Dez. 1994: Jens Friedrich (CDU)    |
| 15          | 1995–1999 | 22. Okt. 1995 | 30. Nov. 1995                   | 23. Sep. 1999  | 42                   | Dieter Rochow (CDU)                                           |
| 16          | 1999–2000 | 10. Okt. 1999 | 18. Nov. 1999                   | 07. Dez. 2000  | 12                   | Dieter Rochow (CDU)                                           |

| Jahr | Wahlbeteiligung | SPD  | CDU  | FDP 1 | SED  | DP  | Grüne2 | REP  |
| ---- | --------------- | ---- | ---- | ----- | ---- | --- | ------ | ---- |
| 1946 | 92,3 %          | 48,0 | 29,1 | 12,5  | 10,4 |     |        |      |
| 1948 | 86,3 %          | 59,6 | 21,4 | 19,0  |      |     |        |      |
| 1950 | 90,4 %          | 37,9 | 26,2 | 26,3  |      |     |        |      |
| 1954 | 91,8 %          | 37,4 | 35,1 | 14,2  |      | 4,0 |        |      |
| 1958 | 92,9 %          | 45,9 | 44,0 | 04,1  |      |     |        |      |
| 1963 | 89,9 %          | 57,3 | 32,6 | 09,1  |      |     |        |      |
| 1967 | 86,2 %          | 51,9 | 37,3 | 07,6  |      |     |        |      |
| 1971 | 88,9 %          | 46,4 | 41,7 | 09,0  |      |     |        |      |
| 1975 | 87,8 %          | 38,8 | 47,0 | 06,9  |      |     |        |      |
| 1979 | 85,4 %          | 41,0 | 46,1 | 07,0  |      |     | 04,7   |      |
| 1981 | 85,3 %          | 35,5 | 47,5 | 04,7  |      |     | 10,9   |      |
| 1985 | 83,6 %          | 30,4 | 47,8 | 04,4  |      |     | 14,8   |      |
| 1989 | 78,2 %          | 35,2 | 35,2 | 04,1  |      |     | 16,3   | 05,9 |
| 1992 | ?               | 30,6 | 35,1 | 06,1  |      |     | 17,0   |      |
| 1995 | ?               | 28,0 | 41,8 | 02,9  |      |     | 20,5   |      |
| 1999 | ?               | 45,3 | 28,4 | 02,8  |      |     | 15,4   |      |

1 bis 1948 LDP

2 bis 1989 AL

### Hoheitssymbole

Wappen des Bezirks Charlottenburg
Flagge des Bezirks Charlottenburg

## Sportvereine
Der Verein für Körperkultur 1901 (VfK 1901 Berlin) ist ein Sportverein aus Charlottenburg. Das Vereinsgelände befindet sich in der Siedlung Eichkamp im Maikäferpfad 36. Der VfK ist aktuell vor allem durch seine Erfolge im Faustball und das einmal im Jahr stattfindende Rasentennisturnier bekannt.
Eine hohe Bekanntheit hat der SC Charlottenburg, der seit 1974 jährlich den Berlin-Marathon veranstaltet.
Vorstand des TSV von 1858 war der Jurist und Politiker Eckard Lindemann (1937–2023), der unter anderem auch als Bezirksverordneter Charlottenburgs tätig war.
Im ehemaligen Bezirk sind zudem unter anderem die Fußballvereine Hertha BSC, Tennis Borussia Berlin und der Charlottenburger FC Hertha 06 beheimatet.

## Partnerschaften

### International
0Budapest, V. Bezirk (Ungarn)

0Lewisham (Vereinigtes Königreich)

0Linz (Österreich)

0Or Jehuda (Israel)

0Trient (Italien)

### National
- Bad Iburg (Niedersachsen)
- Landkreis Marburg-Biedenkopf (Hessen)
- Landkreis Waldeck-Frankenberg (Hessen)
- Mannheim (Baden-Württemberg)